# Fideus gruixuts

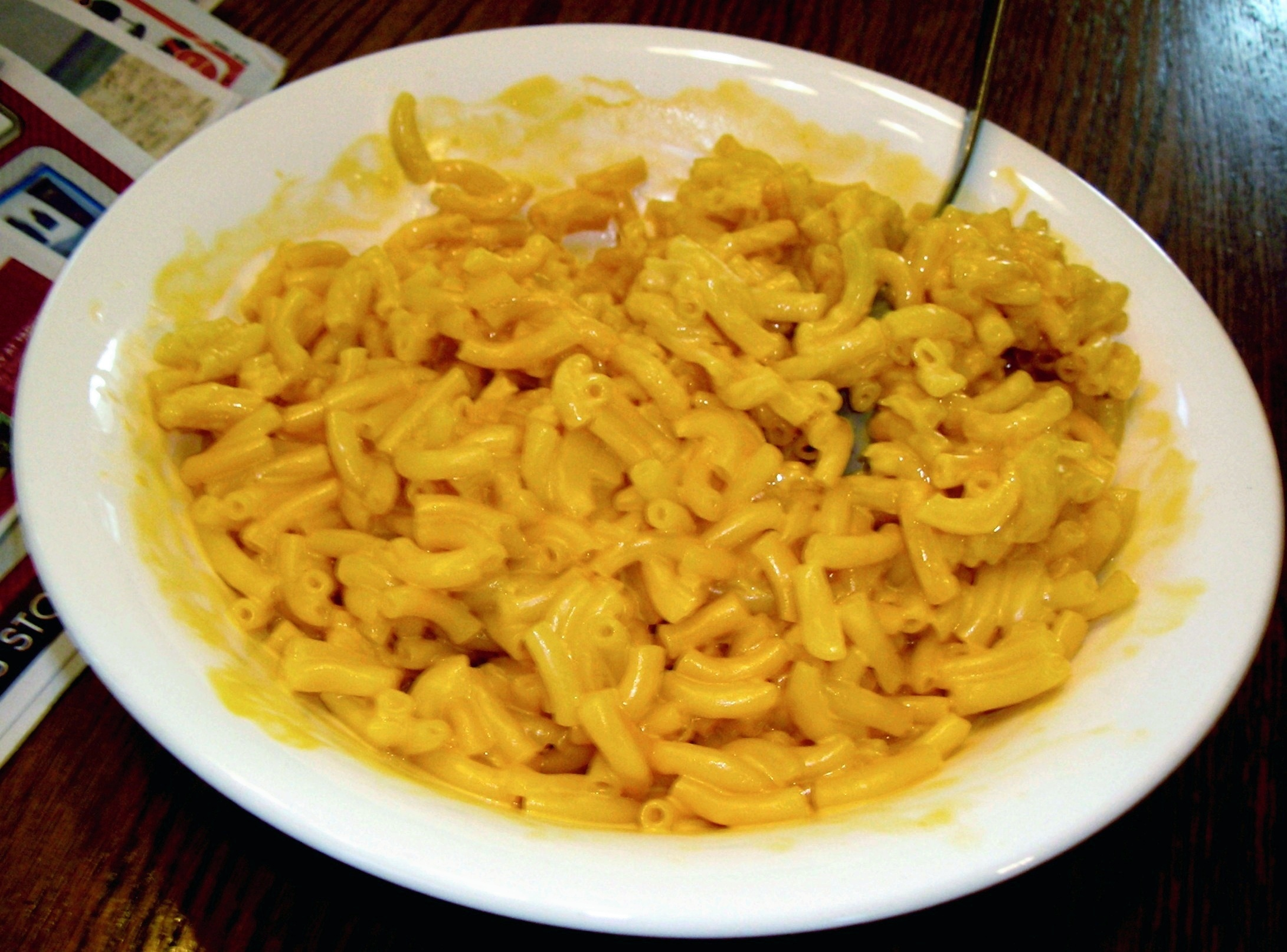
Plat de fideus gruixuts amb formatge

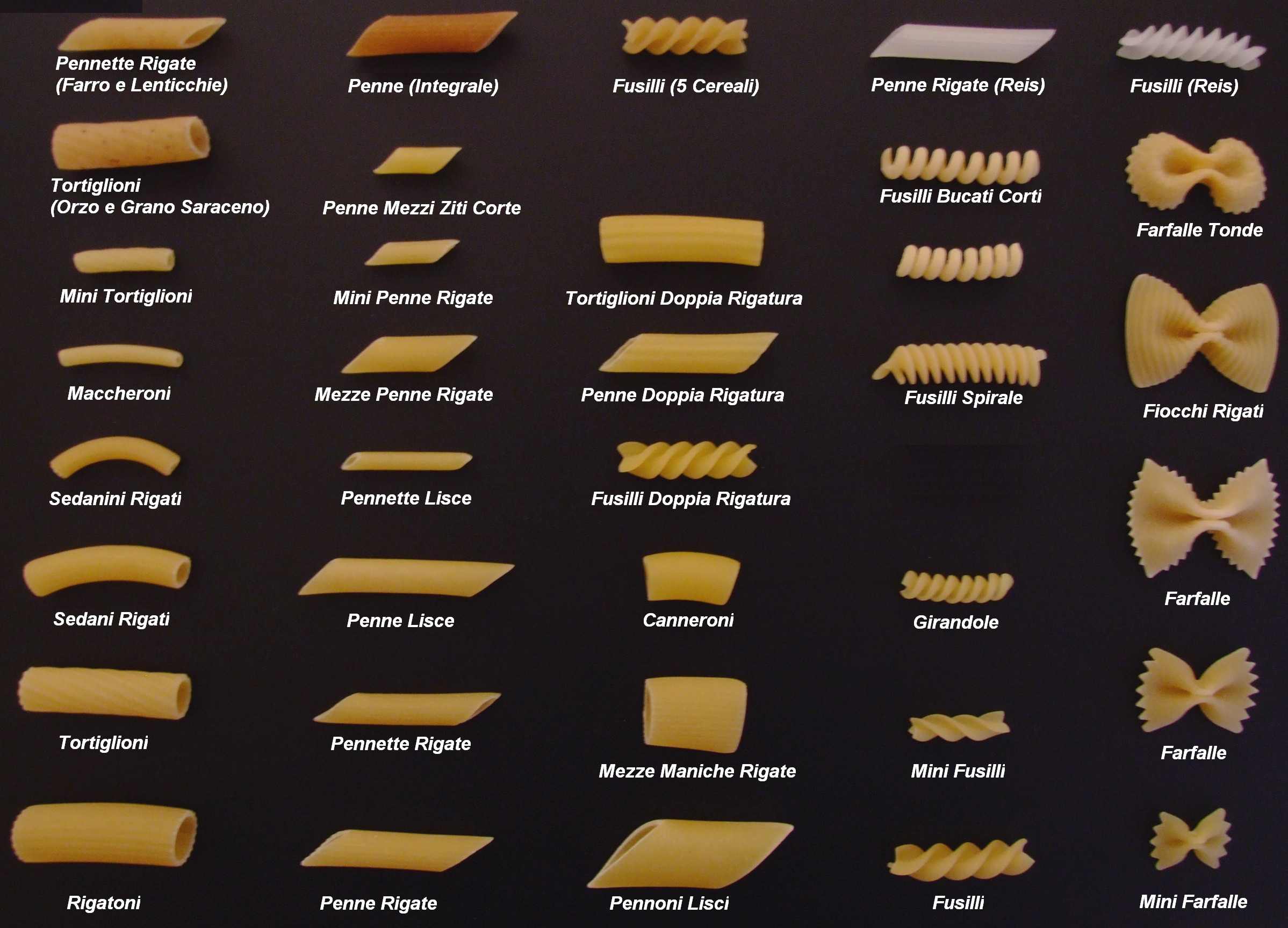
Macarrons, i altres de formes de pasta similars

Els fideus gruixuts són un tipus de fideu confeccionat amb aigua, farina de blat i, de vegades, ou, que sol tenir forma tubular no gaire llarga, amb forat longitudinal o no, tall perpendicular i forma una mica còncava.
Als Països Catalans els van introduir els àrabs durant la seva estada i s'utilitzen tant en la cuina tradicional clàssica com en plats més nous. Alguns exemples típics són la fideuada, els fideus a la cassola (amb trossos de costelló amb os), etc.
També es fan servir molt els fideus fins, que són curts i filiformes, de vegades dits "cabell d'àngel", que no s'han de confondre amb els fideus xinesos, una mena d'espaguetis prims.

## Fideus i macarrons
No s'ha de confondre els macarrons (en italià i altres llengües, penne), un cilindre recte tallat al bieix, estriat o no, relativament ample, amb els fideus gruixuts (en italià, maccheroni, i en altres llengües, macaroni), que són més estrets, poden tenir forat o no, i són corbs.
A la cuina tradicional dels Països Catalans, els fideus se solen coure en una cassola de fang, mentre que els macarrons (per exemple, els macarrons amb grevi) es fan al forn. Actualment, però, els macarrons també es couen a la manera italiana, separats de la salsa, que es fa a part, en una paella; i després s'escorren i s'aboquen a aquesta, es barregen bé i es cou tot junt a la paella un moment.

## Fideus gruixuts en altres països

### Itàlia
A Itàlia es diuen maccheroni i van ser típics a la cuina de l'anomenat Mezzogiorno. Des d'aquesta època i a causa de la gran emigració, els macarrons s'han difós a gairebé tot Itàlia i a altres països, com per exemple l'Argentina. El nom en italià prové del grec macario (macarions), que vol dir feliç (equivalent a les paraules llatines felix o beat) i es va aplicar a aquesta pasta perquè era un aliment que tradicionalment els grecs oferien en el menjar dels funerals, en els quals s'homenatja al difunt, que ha passat a millor vida i és feliç, és a dir, macarios.